# جون كامارغو
جون كامارغو (بالإسبانية: Johan Camargo)‏ هو لاعب كرة قاعدة بنمي، ولد في 13 ديسمبر 1993 في بنما في بنما.

## وصلات خارجية
- جون كامارغو على موقع دوري كرة القاعدة الرئيسي (الإنجليزية)
- جون كامارغو على موقعبيزبول رفرنس.كوم (الدوري الرئيسي) (الإنجليزية)
- جون كامارغو على موقعبيزبول رفرنس.كوم (الدوري الثانوي) (الإنجليزية)
- جون كامارغو على موقع إي إس بي إن.كوم (أم.أل.بي) (الإنجليزية)
- جون كامارغو على موقع مشجعي الرسوم البيانية (الإنجليزية)